# Nesticella
Nesticella es un género de arañas araneomorfas de la familia Nesticidae. Se encuentra en Eurasia, Oceanía, África y Norteamérica.

## Lista de especies
Según The World Spider Catalog 12.0:
- Nesticella aelleni (Brignoli, 1972) — Sri Lanka
- Nesticella Áfricana (Hubert, 1970) — Congo
- Nesticella benoiti (Hubert, 1970) — Zimbabue
- Nesticella brevipes (Yaginuma, 1970) — Rusia, China, Korea, Japón
- Nesticella buicongchieni (Lehtinen & Saaristo, 1980) — Vietnam
- Nesticella chillagoensis Wunderlich, 1995 — Queensland
- Nesticella connectens Wunderlich, 1995 — Malasia
- Nesticella ducke Rodrigues & Buckup, 2007 — Brasil
- Nesticella helenensis (Hubert, 1977) — St. Helena
- Nesticella inthanoni (Lehtinen & Saaristo, 1980) — Tailandia
- Nesticella kerzhneri (Marusik, 1987) — Rusia
- Nesticella machadoi (Hubert, 1971) — Angola
- Nesticella marapu Benjamin, 2004 — Indonesia
- Nesticella mogera (Yaginuma, 1972) — Azerbaiyán, China, Korea, Japón, Hawaii, Fiji (introducida en Alemania)
- Nesticella murici Rodrigues & Buckup, 2007 — Brasil
- Nesticella nepalensis (Hubert, 1973) — Nepal
- Nesticella odonta (Chen, 1984) — China
- Nesticella okinawaensis (Yaginuma, 1979) — Japón
- Nesticella proszynskii (Lehtinen & Saaristo, 1980) — Java
- Nesticella quelpartensis (Paik & Namkung, 1969) — Korea
- Nesticella renata (Bourne, 1980) — New Ireland
- Nesticella robinsoni Lehtinen & Saaristo, 1980 — Nueva Guinea
- Nesticella sechellana (Simon, 1898) — Seychelles
- Nesticella sogi Lehtinen & Saaristo, 1980 — Nueva Guinea
- Nesticella songi Chen & Zhu, 2004 — China
- Nesticella Taiwán Tso & Yoshida, 2000 — Taiwán
- Nesticella taurama Lehtinen & Saaristo, 1980 — Nueva Guinea
- Nesticella utuensis (Bourne, 1980) — New Ireland
- Nesticella yui Wunderlich & Song, 1995 — China